# 籔内幸樹
籔内 幸樹（やぶうち こうき、1984年8月22日 - ）は大阪府出身の日本のプロバスケットボール選手。ポジションはガード。
プロ選手として島根、高松、京都に在籍したほか、3x3選手としても活動した。現役引退後は指導者となり、2023年から香川のヘッドコーチを務める。

## 来歴
東住吉工業高校から大阪体育大学に進み、4年生時の2006年関西学生リーグ戦で優秀選手賞を受賞。関西選抜にも選出された。
卒業後は実業団のイカイに入社。名将小浜元孝の指導を受け、全日本実業団選手権に出場。
2009年にイカイを退社してNTT西日本大阪バスケットボールチーム入団。
2010年にbjリーグの島根スサノオマジックにチームトライアウトで入団。3シーズン目の2012-13シーズンはレギュラーシーズン全52試合に出場し、アシスト数でリーグ10位。プレーオフではカンファレンス・セミファイナルに進出。2013-14シーズンには主将を務め、アシスト数でリーグ8位。
2014年6月、FA権を行使して高松ファイブアローズ（現香川）に移籍し、2014-15シーズンのプレイオフ進出に貢献した。フリースロー成功率でリーグ9位。
2015年6月、京都ハンナリーズに移籍。Bリーグ発足初年度の2016-17シーズンまで在籍した。
2017年、3x3チームのOSAKA DIMEに移籍し、選手としては2018年まで在籍。その後、スタッフとなる。
2021-22シーズンから2シーズン、富山グラウジーズのアシスタントコーチを務める。
2023-24シーズンから香川ファイブアローズのヘッドコーチ。

## 経歴
- 東住吉工業高校 - 大阪体育大 - イカイ - NTT西日本大阪 - 島根（2010年〜2014年） - 高松（2014年〜2015年） - 京都（2015年〜2017年）

## 記録
| シーズン         | チーム | GP | GS | MPG  | FG%  | 3P%  | FT%  | RPG | APG | SPG | BPG | TO  | PPG |
| ---------------- | ------ | -- | -- | ---- | ---- | ---- | ---- | --- | --- | --- | --- | --- | --- |
| bjリーグ 2010-11 | 島根   | 31 | 8  | 10.3 | .394 | .500 | .581 | 1.0 | 1.3 | 0.6 | 0   | 0.9 | 2.5 |
| bjリーグ 2011-12 | 島根   | 46 | 2  | 10.8 | .397 | .272 | .652 | 1.5 | 1.1 | 0.5 | 0.0 | 1.2 | 2.8 |
| bjリーグ 2012-13 | 島根   | 52 | 30 | 24.6 | .436 | .313 | .736 | 2.9 | 3.7 | 0.9 | 0.0 | 1.9 | 7.0 |
| bjリーグ 2013-14 | 島根   | 50 | 28 | 28.6 | .386 | .254 | .724 | 2.8 | 4.1 | 1.3 | 0.1 | 2.5 | 9.0 |
| bjリーグ 2014-15 | 高松   | 52 |    | 27.5 | .487 | .380 | .849 | 2.5 | 3.8 | 1.3 | 0.0 | 1.9 | 7.5 |
| bjリーグ 2015-16 | 京都   |    |    |      |      |      |      |     |     |     |     |     |     |
| B1 2016-17       | 京都   |    |    |      |      |      |      |     |     |     |     |     |     |